# Paraphosphorus
Paraphosphorus – rodzaj chrząszczy z rodziny kózkowatych i podrodziny zgrzypikowych. 

## Zasięg występowania
Przedstawiciele tego rodzaju występują w Afryce Wschodniej, w Kenii, Tanzanii i Ugandzie.

## Systematyka
Do Paraphosphorus należą 2 gatunki:
- Paraphosphorus bipunctatus
- Paraphosphorus hololeucus